# Wildwood Crest
Wildwood Crest és una població dels Estats Units a l'estat de Nova Jersey. Segons el cens del 2006 tenia 3.979 habitants.

## Demografia
Segons el cens del 2000, Wildwood Crest tenia 3.980 habitants, 1.833 habitatges, i 1.114 famílies. La densitat de població era de 1.336,2 habitants per km².
Dels 1.833 habitatges en un 20,7% hi vivien nens de menys de 18 anys, en un 45,7% hi vivien parelles casades, en un 11,3% dones solteres, i en un 39,2% no eren unitats familiars. En el 34,6% dels habitatges hi vivien persones soles el 18,2% de les quals corresponia a persones de 65 anys o més que vivien soles. El nombre mitjà de persones vivint en cada habitatge era de 2,17 i el nombre mitjà de persones que vivien en cada família era de 2,76.
Per edats la població es repartia de la següent manera: un 18,2% tenia menys de 18 anys, un 5,9% entre 18 i 24, un 23,8% entre 25 i 44, un 26,6% de 45 a 60 i un 25,5% 65 anys o més.
L'edat mediana era de 47 anys. Per cada 100 dones de 18 o més anys hi havia 84,4 homes.
La renda mediana per habitatge era de 36.579 $ i la renda mediana per família de 47.462 $. Els homes tenien una renda mediana de 42.727 $ mentre que les dones 27.500 $. La renda per capita de la població era de 23.741 $. Aproximadament el 4,4% de les famílies i el 6% de la població estaven per davall del llindar de pobresa.

## Poblacions més properes
El següent diagrama mostra les poblacions més properes.